# Joas II.
Joas II. oder Iyoas II. (äthiop. ኢዮዋስ; † 3. Juni 1821) war vom 19. Juni 1818 bis zu seinem Tod am 3. Juni 1821 Negus Negest (Kaiser) von Äthiopien sowie ein Mitglied der Solomonischen Dynastie. Er war der Sohn von Hezekiah.
Samuel Gobat zufolge, wurde Joas effizient durch den Ras Gugsa gestärkt, der seine Stütze oder genauer, sein Vorgesetzter war. An seinen Tod schloss sich ein Interregnum von mehreren Monaten an.